# جون بوکنکامپ
جون بوکنکامپ (به انگلیسی: Jon Bokenkamp) نویسنده و تهیه کننده آمریکایی است که به خاطر فیلم‌نامه نویسی فیلم گرفتن جان‌ها ، تماس و لیست سیاه شناخته شده است.